# Asteliaceae
Classification APG III (2009)
Famille
La famille des Astéliacées regroupe des plantes monocotylédones ; elle comprend quelques douzaines espèces réparties en 2-5 genres.
C'est une famille largement répandue dans l'hémisphère sud mais absente d'Afrique australe. 
La famille n'existe pas en classification classique de Cronquist (1981), qui assigne à cette plante la famille des Liliacées.

## Étymologie
Le nom vient du genre Astelia composé du préfixe grec ἀ-, (a-), exprimant le privatif et de στέλη (stéli), colonne, en référence à l'absence de tige ou de tronc.

## Liste des genres
Selon World Checklist of Selected Plant Families (WCSP) (16 avr. 2010), Angiosperm Phylogeny Website (17 mai 2010) et NCBI (16 avr. 2010) :
- genre Astelia Banks & Sol. ex R.Br. (1810)
- genre Collospermum Skottsb. (1934)
- genre Milligania Hook.f. (1853)
- genre Neoastelia J.B.Williams (1987)

Selon DELTA Angio (16 avr. 2010) :
- genre Astelia
- genre Collospermum
- genre Cordyline
- genre Milligania
- genre Neoastelia

## Liste des espèces
Selon World Checklist of Selected Plant Families (WCSP) (16 avr. 2010) :
- genre Astelia Banks & Sol. ex R.Br. (1810)
  - Astelia alpina  R.Br. (1810)
  - Astelia alpina var. alpina  .
  - Astelia alpina var. novae-hollandiae  Skottsb. (1934)
  - Astelia argyrocoma  A.Heller ex Skottsb. (1934)
  - Astelia australiana  (J.H.Willis) L.B.Moore (1966)
  - Astelia banksii  A.Cunn. (1837)
  - Astelia chathamica  (Skottsb.) L.B.Moore (1966)
  - Astelia fragrans  Colenso (1883)
  - Astelia graminea  L.B.Moore (1966)
  - Astelia grandis  Hook.f. ex Kirk (1968)
  - Astelia hemichrysa  (Lam.) Kunth (1850)
  - Astelia linearis  Hook.f. (1844)
  - Astelia linearis var. linearis  .
  - Astelia linearis var. novae-zelandiae  Skottsb. (1934)
  - Astelia menziesiana  Sm. (1819)
  - Astelia nadeaudii  Drake (1892)
  - Astelia neocaledonica  Schltr. (1906)
  - Astelia nervosa  Banks & Sol. ex Hook.f. (1853)
  - Astelia nivicola  Cockayne ex Cheeseman, Man. New Zealand Fl. (1925)
  - Astelia nivicola var. moriceae  L.B.Moore (1966)
  - Astelia nivicola var. nivicola  .
  - Astelia papuana  Skottsb. (1934)
  - Astelia petriei  Cockayne (1899)
  - Astelia psychrocharis  F.Muell. (1855)
  - Astelia pumila  (J.R.Forst.) Gaudich. (1825)
  - Astelia rapensis  Skottsb. (1937)
  - Astelia skottsbergii  L.B.Moore (1966)
  - Astelia solandri  A.Cunn. (1837)
  - Astelia subulata  (Hook.f.) Cheeseman (1909)
  - Astelia tovii  F.Br. (1931)
  - Astelia trinervia  Kirk (1868)
  - Astelia waialealae  Wawra (1875)
- genre Collospermum Skottsb. (1934)
  - Collospermum hastatum  (Colenso) Skottsb. (1934)
  - Collospermum microspermum  (Colenso) Skottsb. (1934)
  - Collospermum montanum  (Seem.) Skottsb. (1934)
  - Collospermum samoense  Skottsb. (1934)
  - Collospermum spicatum  (Colenso) Skottsb. (1934)
- genre Milligania Hook.f. (1853)
  - Milligania densiflora  Hook.f. (1853)
  - Milligania johnstonii  F.Muell. ex Benth. (1878)
  - Milligania lindoniana  Rodway ex W.M.Curtis (1972)
  - Milligania longifolia  Hook.f. (1853)
  - Milligania stylosa  (F.Muell. ex Hook.f.) F.Muell. ex Benth. (1878)
- genre Neoastelia J.B.Williams (1987)
  - Neoastelia spectabilis  J.B.Williams (1987)

Selon NCBI (16 avr. 2010) :
- genre Astelia
  - Astelia alpina
  - Astelia banksii
  - Astelia fragrans
  - Astelia linearis
  - Astelia menziesiana
  - Astelia nervosa
  - Astelia pumila
- genre Collospermum
  - Collospermum hastatum
- genre Milligania
  - Milligania densiflora
  - Milligania stylosa
- genre Neoastelia
  - Neoastelia spectabilis